# Джосень
Джосень, Джосені (рум. Gioseni) — комуна у повіті Бакеу в Румунії. До складу комуни входить єдине село Джосень.
Комуна розташована на відстані 232 км на північ від Бухареста, 16 км на південь від Бакеу, 92 км на південний захід від Ясс, 137 км на північний захід від Галаца, 136 км на північний схід від Брашова.

## Населення
У 2009 року у комуні проживали 3729 осіб.

## Зовнішні посилання
- Дані про комуну Джосень на сайті Ghidul Primăriilor [Архівовано 4 лютого 2012 у Wayback Machine.]